# Am goldenen See
Am goldenen See ist ein US-amerikanischer Spielfilm aus dem Jahre 1981 unter Regie von Mark Rydell. Er entstand nach dem Theaterstück Das Haus am See (Originaltitel: On Golden Pond) von Ernest Thompson. Das Melodram gewann drei Oscars: für Thompsons Drehbuch sowie für die beiden Hauptdarsteller Katharine Hepburn und Henry Fonda, wobei es Fondas letzte Kinorolle vor seinem Tod war.

## Handlung
Ethel und Norman Thayer sind ein altes Ehepaar, das den Sommer seit Jahrzehnten in seinem Ferienhaus an dem See „Golden Pond“ in New Hampshire verbringt. Zum 80. Geburtstag des emeritierten Universitätsprofessors Norman kommt nach längerer Zeit auch Tochter Chelsea die Eltern besuchen. Chelsea hat sich nie mit ihrem schwierigen Vater verstanden, da sie ständig das Gefühl hatte, ihm unterlegen zu sein und es ihm nie recht zu machen. Das Ferienhaus am See hält für sie bittere Erinnerungen bereit, weshalb sie selten bei ihren Eltern vorbeischaut. In diesem Jahr kommt sie gemeinsam mit ihrem zukünftigen zweiten Ehemann, dem Zahnarzt Bill Ray, und dessen Sohn Billy Ray. Chelsea und Bill Ray möchten den Sommer in Europa verbringen und den pubertierenden Sohn bei den Großeltern lassen.
Weder Norman noch das Stadtkind Billy Ray sind davon begeistert. Norman bemerkt, dass sein Gedächtnis und seine Kräfte mit dem Alter zusehends nachlassen, was er mit seinem beißenden Zynismus und seinem ständigen Gerede vom Tod zu überdecken versucht. Die lebhafte rüstige Ethel ist fast mütterlich um ihn besorgt. Dennoch frönt Norman weiterhin seinem größten Hobby. Er fährt mit dem Boot auf den See hinaus, um zu angeln. Über das Angeln werden Norman und der junge Billy Ray Freunde. Gemeinsam machen sie Jagd auf „Walter“, den größten Fisch des Sees, welchen Norman bereits seit Jahren vergeblich zu angeln versucht. Auf der Jagd kentert ihr Boot an einem Stein, Norman wird herausgeschleudert und kann sich nur dank der Hilfe von Billy retten. Schließlich können sie Walter fangen, lassen ihn dann aber frei. Als Chelsea am Ende des Sommers aus Europa zurückkommt, sind der alte Norman und der junge Billy Ray wie verwandelt. Gemeinsam haben sie das Alter und die Jugend neu erfahren und diverse Abenteuer gemeinsam überstanden. Nachdem ihre Mutter sie ermutigt hat, macht Chelsea einen Schritt auf ihren Vater zu und ihr gelingt am See ein Salto rückwärts, was sie vorher nie versucht hatte und was ihr Vater nun auch jubelnd zur Kenntnis nimmt.
Als Norman und Ethel im Herbst abreisen wollen, will der alte Mann einen schweren Karton heraustragen, erleidet dabei aber einen Zusammenbruch. Ethel versucht verzweifelt, das Krankenhaus ans Telefon zu bekommen, und muss fürchten, dass ihr Mann jeden Moment stirbt, doch die Herzprobleme gehen weg und Norman kann sich schnell erholen. Ethel bemerkt nachdenklich, dass sie nun erstmals unmittelbar mit der Sterblichkeit von sich und ihrem Mann konfrontiert wurde. Zum Schluss gehen beide hinaus zum See, wo sie das alte Seetaucher-Paar beobachten, das dort über den Sommer seine Jungen aufgezogen hat, nun aber wieder allein ist.

## Hintergrund
Das Theaterstück On Golden Pond von Ernest Thompson erlebte 1979 seine Uraufführung am Broadway mit nur durchschnittlichem Erfolg. Thompson sollte später selbst das Drehbuch für den Film verfassen. Jane Fonda konnte sich von Thompson die Filmrechte des Theaterstücks sichern, um einen Film mit sich und ihrem Vater daraus zu machen. Neben Jane Fonda hatte sich auch James Stewart, ein enger Freund ihres Vaters, vergeblich um die Filmrechte bemüht. Am goldenen See wurde der letzte Kinofilm von Henry Fonda und gleichzeitig der einzige Film, den er gemeinsam mit seiner Tochter Jane drehte. Ein distanziertes Verhältnis zwischen Vater Henry und Tochter Jane existierte für lange Zeit auch im echten Leben, wodurch der Film zusätzlich autobiografische Züge erhält. Henry Fonda starb zwei Jahre nach den Dreharbeiten.
Die Dreharbeiten fanden am Squam Lake in New Hampshire zwischen Juli und September 1980 statt. Mit Katharine Hepburn war neben Henry Fonda eine weitere Filmlegende an Bord. Beide hatten jedoch noch nie zuvor miteinander gedreht. Die 74-jährige Hepburn übernahm sämtliche ihrer Stunts selbst, darunter auch die Szene, in der sie vom Motorboot springt. Hepburn schenkte Henry Fonda den Hut ihres 1967 verstorbenen Lebenspartners Spencer Tracy – den alten Hut von Tracy trug Fonda dann auch in vielen Szenen des Filmes. Am goldenen See wurde Ende 1981 uraufgeführt, um noch für die Oscarnominierung der besten Filme 1981 in Frage zu kommen. Seine tatsächliche Kinopremiere erlebte er erst im Januar 1982. In Amerika wurde das Drama mit Einnahmen von über 100 Millionen US-Dollar der zweiterfolgreichste Film des Jahres hinter Jäger des verlorenen Schatzes. In Deutschland kam der Film im April 1982 in die Kinos.
Neben Fonda war dies auch der letzte Film für Filmeditor Robert L. Wolfe, der kurz nach Beendigung seiner Arbeit starb. Daher wurde Wolfe der Film im Abspann gewidmet.

## Synchronisation
Die deutsche Synchronbearbeitung entstand 1982 bei der Berliner Synchron GmbH. Das Dialogbuch schrieb Arne Elsholtz, der auch Regie führte.
| Rolle                   | Darsteller         | Synchronsprecher       |
| ----------------------- | ------------------ | ---------------------- |
| Norman Thayer, Jr.      | Henry Fonda        | Ernst Fritz Fürbringer |
| Ethel Thayer            | Katharine Hepburn  | Tilly Lauenstein       |
| Chelsea Thayer          | Jane Fonda         | Judy Winter            |
| Billy Ray Jr.           | Doug McKeon        | Oliver Rohrbeck        |
| Bill Ray Sr.            | Dabney Coleman     | Joachim Kerzel         |
| Postbote Charlie Martin | William Lanteau    | Friedrich G. Beckhaus  |
| Sumner Todd             | Christopher Rydell | Torsten Sense          |

## Kritiken
Am goldenen See erhält insgesamt zumeist positive Kritiken. Bei seiner Veröffentlichung gab Star-Filmkritiker Roger Ebert dem Film die Höchstwertung von vier Sternen: „On Golden Pond ist eine Schatztruhe aus vielen Gründen, aber der beste ist, so denke ich, dass ich es glauben konnte. Ich konnte an die Hauptfiguren und deren Beziehungen glauben (…)“. Ebert hob besonders die darstellerischen Leistungen sowie das Drehbuch von Ernest Thompson hervor. Der Film sei etwas „seltenes und wertvolles“.
In Deutschland schrieb Hellmuth Karasek in Der Spiegel, 14/1982: „Natürlich sind Schauspieler, die eine so große Vergangenheit mit sich herumschleppen wie das Paar Fonda/Hepburn in der Lage, so etwas dennoch eindringlich zu spielen. Sie könnten auch das Telephonbuch spielen, das allerdings realistischer ist als das Kitschtheaterstück vom goldenen See. So bleibt zu bewundern, wie die beiden virtuos alle sich auch nur andeutenden Ehe- und Alterskonflikte niederbügeln; Gebrechlichkeit ist nur eine Marotte, und schon für ihr leichtes Kopfwackeln muß man die Hepburn einfach lieben.“ Prisma Online schrieb: „Mark Rydell gelang ein wunderbares Dialogstück mit malerischen Naturbildern und brillanten Hauptdarstellern.“ Das Lexikon des Internationalen Films sah Am goldenen See dagegen kritisch: „Eine überwiegend sentimentale Komödie, die alle Klischees vom Alter aufgreift und bestärkt. Nur in einzelnen Momenten witzig-ironisch.“

## Auszeichnungen
- Golden Globe Award: Der Film erhielt drei Golden Globe in folgenden Kategorien: Bestes Drama, Bester Hauptdarsteller (Drama) für Henry Fonda, Bestes Drehbuch
- Academy Award: Auch bei der Oscarverleihung 1982 war Am goldenen See erfolgreich. Henry Fonda und Katharine Hepburn erhielten beide einen Oscar für die beste Hauptrolle. Jedoch waren beide bei der Verleihung nicht anwesend. Für Fonda nahm seine Tochter Jane den Oscar entgegen, die selbst als beste Nebendarstellerin nominiert war, und für Katharine Hepburn nahm der Schauspieler Jon Voight die Trophäe in Empfang. Ein weiterer Oscar ging an Ernest Thompson für das beste Drehbuch nach einer Vorlage. Weitere Nominierungen gab es in den Kategorien Bester Film, Beste Regie (Mark Rydell), Beste Kamera (Billy Williams), Bester Ton (Richard Portman, David M. Ronne), Bester Schnitt (Robert L. Wolfe) und Beste Filmmusik (Dave Grusin)

Es folgten einige Auszeichnungen vom renommierten American Film Institute:
- Platz 22 in der Liste der 100 besten Liebesfilme aller Zeiten
- Platz 45 in der Liste der 100 am meisten inspirierenden Filme aller Zeiten
- Die Filmmusik von Dave Grusin erreichte Platz 24 in der Liste der 25 besten Filmmusiken aller Zeiten

## Neuverfilmung
2001 entstand eine Neuverfilmung für das US-amerikanische Fernsehen. Der Autor des Stückes Ernest Thompson führte selbst Regie; die Hauptrollen spielten Julie Andrews und Christopher Plummer.

## Heimkino-Veröffentlichung
- Am goldenen See. DVD, Universal 2005.
- Am goldenen See. Blu-ray, Pandastorm Entertainment, 2018.